# Măgurile Băiței
Măgurile Băiței este un sit de importanță comunitară (SCI) desemnat în scopul protejării biodiversității și menținerii într-o stare de conservare favorabilă a florei spontane și faunei sălbatice, precum și a unor habitate naturale de interes comunitar aflate în arealul zonei protejate. Acesta este situat în sud-vestul Transilvaniei, pe teritoriul județului Hunedoara.

## Localizare
Aria naturală se află în partea central-nordică a județului Hunedoara, pe teritoriul administrativ al comunei Băița (în nordul satului Crăciunești și este străbătută de drumul județean DJ706A, care leagă localitatea Lunca de Băița.

## Descriere
Instituirea regimului de arie naturală protejată pentru situl de importanță comunitară „Măgurile Băiței” s-a făcut prin Ordinul Ministerului Mediului și Dezvoltării Durabile Nr.1964 din 13 decembrie 2007 (privind instituirea regimului de arie naturală protejată a siturilor de importanță comunitară, ca parte integrantă a rețelei ecologice europene Natura 2000 în România) și se întinde pe o suprafață de 250,5 hectare.
Situl reprezintă o zonă naturală (păduri de foioase, pajiști naturale, pășuni, zone umede cu izvoare permanente, peșteri, goluri carstice, stâncării calcaroase și grohotișuri) încadrată în bioregiunea continentală a Hunedoarei, aflată la poalele Munților Metaliferi (grupă muntoasă aflată în extremitatea sudică a Apusenilor, ce aparțin lanțului carpatic al Occidentalilor). Acesta se află în bazinul hidrografic superior al râului Căian și include și rezervația naturală Calcarele din Dealul Măgura.

## Biodiversitate
„Măgurile Băiței” conservă patru habitate naturale de interes comunitar (Păduri dacice de stejar și carpen, Păduri din Tilio-Acerion pe versanți abrupți, grohotișuri și ravene, Fânețe montane și Versanți stâncoși cu vegetație chasmofitică pe roci calcaroase) și protejază mai multe specii din fauna sălbatică și flora spontană aflate în arealul ecoregiunii sud-vestice a Apusenilor.

### Faună
Fauna sitului are în componență o gamă diversă de specii (mamifere, reptile, amfibieni, insecte), dintre care unele protejate prin Directiva Consiliului European 92/43/CE din 21 mai 1992 (privind conservarea habitatelor naturale și a speciilor de faună și floră sălbatică) sau aflate pe lista IUCN.
Mamifere cu specii de: căprioară (Capreolus capreolus), vulpe (Vulpes vulpes), pisică sălbatică (Felis silvestris), nevăstuică (Mustela nivalis), dihor (Mustela putorius), viezure (Meles meles), liliacul pitic (Pipistrellus pipistrellus),  liliacul cu picioare lungi (Myotis capaccinii), liliacul mic cu potcoavă (Rhinolophus hipposideros);
Reptile și amfibieni: șarpele de alun (Coronella austriaca), șarpele orb (Anguis fragilis), șopârlă de câmp (Lacerta agilis), gușter (Lacerta viridis), șopârla de ziduri (Podarcis muralis), năpârcă (Natrix natrix), ivorașul-cu-burta-galbenă (Bombina variegata), tritonul comun transilvănean (Triturus vulgaris), brotacul-verde-de-copac (Hyla arborea), broasca-roșie-de-pădure (Rana dalmatina), broasca râioasă brună (Bufo bufo); 
Nevertebrate: melc de livadă (Helix pomatia), fluturi din speciile: (Euphydryas aurinia, Lycaena dispar, Maculinea arion(albăstrița pătată), Zerynthia polyxena, Maculinea alcon.

### Floră
La baza desemnării sitului se află stânjenelul sălbatic (Iris aphylla ssp. hungarica), specie protejate prin aceeași Directivă 92/43/CE din 21 mai 1992, a Consiliului European (anexa I-a); care vegetează alături de: ruginiță (Asplenium adulterinum), strașnic (Asplenium trichomanes), unghia-ciutei (Asplenium ceterach), turiță mare (Agrimonia eupatoria ssp. eupatoria), pesmă (Centaurea atropurpurea), brândușă de toamnă (Crocus banaticus), gențiană (Gentiana cruciata), gușa-porumbelului (Silene nutans ssp. dubia), șoaldină aurie (Sedum hispanicum), precum și Seseli elatum ssp. austriacum, specie endemică pentru acest sit.

## Căi de acces
- Drumul național DN76, pe ruta: Deva - Șoimuș - drumul județean DJ706A, pe direcția - Păuliș - Lunca de Băița - Crăciunești.

## Monumente și atracții turistice
În vecinătatea sitului se află câteva obiective de interes istoric, cultural și turistic; astfel:
- Biserica de lemn "Buna Vestire" din Băița, construcție 1727, monument istoric (cod LMI HD-II-m-A-03247).
- Biserica de lemn "Buna Vestire" din Hărțăgani, construcție secolul al XVIII-lea, monument istoric (cod LMI HD-II-m-B-03337).
- Situl arheologic "Măgura" (la Șuri) de la Crăciunești (așezări atribuite perioadelor: Hallstatt; Epoca medievală; Epoca bronzului).